# Classificação Indicativa
El sistema de clasificación por edades de Brasil (en portugués: Classificação Indicativa: en español: Clasificación Indicativa, abreviado ClassInd, DJCTQ, BARS, DPJUS o COCIND) es un sistema de clasificación de contenido para películas, juegos y programas televisivos en Brasil. El sistema ClassInd está controlado por la Coordinación de Índice Aconsejable (Coordenação de Classificação Indicativa) del Departamento de Política de Justicia (Departamento de Políticas de Justiça). Está establecido por la Secretaría Nacional de Justice (Secretaria Nacional de Justiça) del Ministerio de Justicia de Brasil.

## Personal
El personal consta de aproximadamente 30 personas, incluyendo clasificadores y personal administrativo, habiendo pasado exámenes de servicio público, con varios fondos académicos. Estos analistas de calificación de contenido se someten a capacitación continua y nunca colocan una calificación individualmente. Todos los trabajos son vistos por al menos dos analistas por separado y, si no hay consenso, el grupo de análisis se amplía.

## Análisis y criterios
Los criterios que guían la política pública de la calificación de contenido se respaldan en 3 temas generales: sexo, drogas y violencia, contenido que se considera inadecuado para la educación de niños y adolescentes. El análisis se realiza comparando la frecuencia, relevancia, contexto, intensidad e importancia de la trama de escenas, diálogos e imágenes que contienen violencia, uso de drogas y sexo / desnudos. Este margen de subjetividad asegura flexibilidades que son críticas para el proceso y el resultado de la calificación. Los análisis constan de tres pasos: descripción objetiva, descripción temática y clasificación por edades. Una vez finalizado el proceso, se somete a la coordinación y, finalmente, al director del departamento, que realiza el pedido de publicación en el Diario Oficial de Brasil, junto con pequeños descriptores de contenido. Los criterios para calificar los trabajos se desarrollaron teniendo en cuenta los estudios nacionales e internacionales y las audiencias públicas en todas las regiones de Brasil, incluidos los debates públicos, tanto presenciales como en línea.
Con el objetivo de proporcionar un instrumento para la elección de la familia, se creó la Guía práctica, que pretende aportar transparencia y objetividad a la política pública de la calificación del contenido, que muestra criterios de análisis detallados, subdivididos por grupos de edad. Pueden servir a difusores, productores y distribuidores de películas y juegos, así como a las familias y la sociedad en general.
La objetividad del análisis parte de consideraciones morales y puntos de vista moralistas. El Ministerio de Justicia mencionó específicamente que la orientación sexual no agrava la calificación y que, de hecho, mostrar material de respeto y aliento a la diversidad puede atenuar la calificación. También especificaron que su trabajo es dar una calificación de asesoría a los padres, por lo tanto, no tienen ningún derecho legal para prohibir, exigir recortes o negarse a calificar cualquier trabajo.

## Trabajos

### Películas y programas de televisión
Las personas menores de la edad mínima indicada por la calificación pueden ver la película y / o el programa de televisión solo si van acompañados por sus padres (el tutor acompañante debe ser mayor de 18 años), excepto las películas con clasificación de 18 en los cines. Las películas para cine y DVD / Blu-ray están clasificadas previamente por ClassInd. Los programas de televisión son calificados por sus propias emisoras y, por lo tanto, la calificación puede ser aceptada o negada si se considera inadecuado.

### Juegos
El Entertainment Software Rating Board (ESRB) fue utilizado por algunos distribuidores brasileños y no se tradujo del inglés ni se adaptó a la cultura brasileña, siendo inapropiado para el mercado brasileño y dejando a la mayoría de los consumidores desinformados. Fue presentado por el senador José Gregori, que el creciente mercado de juegos en Brasil necesitaba un mayor control sobre los innumerables juegos que se venden en el país todos los días.
Desde 2001, los juegos están clasificados en Brasil por el Departamento de Justicia, Clasificación, Títulos y Calificación, que forma parte del Ministerio de Justicia.
El sistema de clasificación ClassInd es el mismo para juegos, películas y programas de televisión. La calificación es obligatoria para todos los juegos lanzados en Brasil. Una consecuencia es que varias tiendas en línea no venden juegos o ni siquiera están disponibles para Brasil.

## Calificaciones
| Iconos | Iconos | Descripción |
| ------ | ------ | --- |
|        |        | Livre (Libre para todos los públicos): Esta clasificación se aplica a las obras que contienen contenidos predominantemente positivos y que no aportan elementos inadecuados sujetos a rangos de edad menor de 10 años, como los que se enumeran a continuación: Violencia: Violencia de fantasía; apariciones de armas sin violencia; muertes sin violencia; huesos y esqueletos sin señales de violencia. Sexo y desnudez: No debe haber desnudez erótica. Fármacos: Uso moderado o infrecuente de drogas legales. |
|        |        | Não recomendado para menores de dez anos (No recomendado para menores de diez años): Los contenidos siguientes están aceptados para esta clasificación: Violencia: Angustía; Exhibición de armas con violencia; tensión/miedo; aflicción; huesos y esqueletos con señales de actos violentos; actos criminales sin violencia; lenguaje derogatorio. Sexo y desnudez: Solo contenidos educativos acerca del sexo. Fármacos: Referencias al uso de drogas legales; discusión acerca del asunto de "narcotráfico"; uso medicinal de fármacos ilegales. |
|        |        | Não recomendado para menores de doze anos (No recomendado para menores de doce años): Los contenidos siguientes están aceptados para esta clasificación: Violencia: Actos violentos; daño de cuerpo; referencias de violencia; vista de sangre; sangrados; dolor de la víctima; muerte natural o accidental con violencia; acto violento contra animales; exposición a peligro; mostrando personas en situaciones embarazosas o degradantes; agresión verbal; obscenidad; bullying; cadáveres; acoso sexual; sobrevaloración de la belleza física; sobrevaloración del consumo. Sexo y desnudez: Desnudez velada; insinuaciones sexuales; caricias sexuales; masturbación; lenguaje tosco; referencias de sexo; simulacro de sexo; apelación sexual. Fármacos: Uso de fármacos legales; se induce el uso de fármacos legales; abuso de medicación; referencias a fármacos ilegales. |
|        |        | Não recomendado para menores de catorze anos (No recomendado para menores de catorce años): Los contenidos siguientes están aceptados para esta clasificación: Violencia: Muerte intencionada; prejuicio/estigma social. Sexo y desnudez: Desnudez moderada; erotización; lenguaje crudo; relaciones sexuales; prostitución. Fármacos: Uso frecuente de drogas ilegales; referencias al uso o tráfico de drogas ilegales; discusión sobre la "despenalización de fármacos ilegales". |
|        |        | Não recomendado para menores de dezesseis anos (No recomendado para menores de dieciséis años): Los contenidos siguientes están aceptados para esta clasificación: Violencia: Violación; explotación sexual; coerción sexual; tortura; mutilación; suicidio; violencia gratuita y/o trivialización de la violencia; aborto, pena de muerte, eutanasia. Sexo y desnudez: Desnudez total; relaciones sexuales intensas. Fármacos: Producción o tráfico de cualquier fármaco ilegal; uso de fármacos ilegales; induciendo el uso de fármacos ilegales. |
|        |        | Não recomendado para menores de dezoito anos (No recomendado para menores de dieciocho años): Los contenidos siguientes están aceptados para esta clasificación: Violencia: Violencia de impacto alto; exaltación, glamourización y/o elogio de violencia; crueldad; delitos de odio; pedofilia. Sexo y desnudez: Sexo explícito; relaciones sexuales de impacto complejo / fuerte (incesto, sexo en grupo, pornografía y fetiches violentos en general). Fármacos: Elogio del uso de drogas ilegales. |

## Rangos de clasificación anteriores
| Icono | Descripción |
| ----- | --- |
|       | Especialmente recomendado para crianças e adolescentes (Especialmente recomendado para niños y adolescentes) Esta película es especialmente adecuada para espectadores menores de 10 años. Abandonado en 2008. Actualmente, contenidos educativos y que valora la formación de niños y adolescentes se incluyen en la clasificación Livre. |

## Descriptores de contenido
La información sobre el sistema de calificación incluye descriptores de contenido que son un resumen de los principales indicadores de calificación insertados en el trabajo calificado. La lista de descriptores explica el sistema de calificación y también informa a los padres y tutores sobre el tipo de contenido que contiene el trabajo. Por ejemplo, una obra calificada como "10 años" y con el descriptor "Violencia" contendrá escenas violentas, mientras que una obra calificada como "16 años" y el mismo descriptor mostrará escenas violentas más fuertes. A continuación se muestra una lista de los quince términos utilizados en el sistema de clasificación:
1. Violência (Violencia);
2. Violência Extrema (Violencia extrema);
3. Conteúdo Sexual (Contenido sexual);
4. Nudez (Desnudez);
5. Sexo (Sexo);
6. Sexo Explícito (Sexo explícito);
7. Drogas (Drogas);
8. Drogas Lícitas (Drogas lícitas);
9. Drogas Ilícitas (Drogas ilícitas);
10. Linguagem Imprópria (Lenguaje inapropiado);
11. Atos Criminosos (Actos criminales);
12. Conteúdo Impactante (Contenido impactante);
13. Temas Sensíveis (Temas delicados);
14. Procedimentos Médicos (Procedimientos médicos);
15. Medo (Miedo).

## Solicitando una calificación
Para solicitar una calificación por edades, uno tendrá que proporcionar una documentación en idioma portugués que explique por qué se recomienda o no un medio (juego, programa de televisión, etc.) para una calificación determinada. Una vista previa de esos medios también es obligatoria para evitar errores durante la verificación de los medios.
El documento deberá ser enviado directamente al Departamento de Justicia, Clasificación, Títulos y Calificación. No hay cargo por obtener la calificación y el proceso desde la recepción de documentos hasta la calificación oficial puede demorar al menos unos 20 días.